# Куамба (Міннесота)
Куамба (англ. Quamba) — місто (англ. city) в США, в окрузі Канабек штату Міннесота. Населення — 107 осіб (2020).

## Географія
Куамба розташована за координатами 45°54′55″ пн. ш. 93°10′31″ зх. д. / 45.91528° пн. ш. 93.17528° зх. д. (45.915152, -93.175211).  За даними Бюро перепису населення США в 2010 році місто мало площу 1,86 км², з яких 1,86 км² — суходіл та 0,00 км² — водойми.

## Демографія
Згідно з переписом 2010 року, у місті мешкали 123 особи в 42 домогосподарствах у складі 30 родин. Густота населення становила 66 осіб/км².  Було 47 помешкань (25/км²).
Расовий склад населення:
| - 99,2 % — білих - 0,8 % — корінних американців |

До двох чи більше рас належало 0,0 %. Частка іспаномовних становила 2,4 % від усіх жителів.
За віковим діапазоном населення розподілялося таким чином: 26,8 % — особи молодші 18 років, 59,4 % — особи у віці 18—64 років, 13,8 % — особи у віці 65 років та старші. Медіана віку мешканця становила 35,5 року. На 100 осіб жіночої статі у місті припадало 75,7 чоловіків;  на 100 жінок у віці від 18 років та старших — 83,7 чоловіків також старших 18 років.
Середній дохід на одне домашнє господарство  становив 35 220 доларів США (медіана — 27 321), а середній дохід на одну сім'ю — 33 461 долар (медіана — 28 750). За межею бідності перебувало 35,1 % осіб, у тому числі 24,2 % дітей у віці до 18 років та 20,0 % осіб у віці 65 років та старших.
Цивільне працевлаштоване населення становило 54 особи. Основні галузі зайнятості: виробництво — 29,6 %, мистецтво, розваги та відпочинок — 29,6 %, освіта, охорона здоров'я та соціальна допомога — 13,0 %, роздрібна торгівля — 7,4 %.